# A.P. Carter
Alvin Pleasant Delaney Carter (15 december 1891 – 7 november 1960) was een baanbrekende Amerikaanse bluegrass-artiest. Hij werd in 1970 opgenomen in de Nashville Songwriters Hall of Fame.
A.P. Carter werd geboren in Maces Springs, Virginia, ook wel Poor Valley (Arme vallei) genoemd, als zoon van Robert C. Carter en Mollie Arvelle Bays. Hij werd soms "Doc" genoemd.
Op 18 juni 1915 trouwde hij met Sara Dougherty. Met haar en zijn nicht Maybelle Carter vormde hij in 1927 de Carter Family, mogelijk de eerste commerciële countrymuziekgroep.
In 1993 verscheen A.P.'s foto op een Amerikaanse postzegel waarmee de Carter Family werd geëerd.
- Bibsys: 6024346
- Gemeinsame Normdatei: 134969065
- International Standard Name Identifier: 0000 0000 6685 7649
- Library of Congress Control Number: n83172235
- Nationale Bibliotheek van Letland: 000097996
- MusicBrainz: fe4efbf0-96b1-4219-af3a-70ce1b288f88
- Nationale Bibliotheek van Tsjechië: xx0100415
- Nationale bibliotheek van Australië: 62173008
- Nederlandse Thesaurus van Auteursnamen: 112148697
- Réseau des bibliothèques de Suisse occidentale: 02-A012832925
- Istituto Centrale per il Catalogo Unico: DDSV018191
- SNAC: w6db9mv2
- Trove: 1844696
- Virtual International Authority File: 11226797
- WorldCat: E39PBJyRCdv6Wfp9Bpp76Bctrq